# Robert McEliece
Robert J. McEliece (21 de maio de 1942 - 8 de maio de 2019) foi um matemático e engenheiro estadunidense.
Foi professor do Instituto de Tecnologia da Califórnia. É reconhecido por seu trabalho em teoria da informação.
Recebeu em 2004 o Prêmio Claude E. Shannon e em 2009 a Medalha Alexander Graham Bell IEEE.
Estudou no Instituto de Tecnologia da Califórnia (bacharelado em 1964 e doutorado em 1967) e na Universidade de Cambridge. Foi pesquisador fundamental para o desenvolvimento de um codificador acoplado à sonda espacial Galileu no reprojeto de sua missão, após o desastre ocorrido com a nave Challenger em 1986.